# Новлянка (селище, Селивановски район)
Новлянка (на руски: Новлянка) е селище в Селивановски район на Владимирска област в Русия. Влиза в състава на Новлянската селска община.

## География
Селището е разположено на 7 км южно от районния център Красная Горбатка, на левия бряг на река Ушна. Срещу селището, на десния бряг на реката, е разположено село Новлянка.

## История
Образувано е през 1898 г. като селище към Новлянския завод за нишесте.